# David Niklas Cneiff
David Niklas Cneiff, född 17 januari 1755 i Torneå, död 23 december 1815 i Karl Gustavs församling, Norrbottens län, var en svensk präst.

## Biografi
Cneiff var son till handelsmannen Carl Jakob Cneiff och Margaretha Burman. Han inskrevs i Piteå skola 1767 och blev student vid Uppsala universitet hösten 1772. Han prästvigdes 1776 till adjunkt i Nedertorneå församling och blev i januari 1778 kapellpredikant i Karungi samt vid bildandet av pastoratet Karl Gustav dess förste kyrkoherde, vilket han förblev till sin död 1815.
Efter 1808–1809 års krig och freden i Fredrikshamn klövs socknarna kring Torneälven itu. Nedertorneå kyrka hamnade i ryska delen av den förutvarande större socknen, medan Karl Gustavs kyrka låg väster om älven och kom att ligga i Sverige. Man förde långa diskussioner om situationen och sockenindelningen i respektive land och funderade ett tag på att slå samman Nedertorneå och Karl Gustav med Karl Gustav som huvudkyrka. Slutresultatet blev dock att svenska Nedertorneå fick en ny kyrka i den nygrundade staden Haparanda och att båda socknarna ägde bestånd. År 1822 kunde en ny kyrkoherde, Erik Burman, tillträda i Karl Gustav.

### Familj
Cneiff gifte sig första gången 1779 med Anna Catharina Læstadius, som var dotter till kyrkoherden Johan Læstadius i Arvidsjaurs församling och änka efter komministern Carl Brunnius i Nedertorneå församling, och andra gången 1805 med Gertrud Hjelmdahl, som var dotter till färgarmästaren Carl Hjelmdahl.